# زاتشاري بوشير
زاتشاري بوشير (7 مارس 1992 في فرنسا - ) (بالفرنسية: Zacharie Boucher)‏ هو لاعب كرة قدم فرنسي في مركز حراسة المرمى. شارك مع منتخب فرنسا تحت 16 سنة لكرة القدم ومنتخب فرنسا تحت 17 سنة لكرة القدم ومنتخب فرنسا تحت 18 سنة لكرة القدم ومنتخب فرنسا تحت 19 سنة لكرة القدم ومنتخب فرنسا تحت 20 سنة لكرة القدم ومنتخب فرنسا تحت 21 سنة لكرة القدم. أما مع النوادي، فقد لعب مع نادي أوكسير ونادي تولوز ونادي لوهافر.

## وصلات خارجية
- زاتشاري بوشير على موقع رابطة كرة القدم الفرنسية للمحترفين (الإنجليزية)
- زاتشاري بوشير على موقع قاعدة بيانات كرة القدم.إي يو (الإنجليزية)
- زاتشاري بوشير على موقع Soccerway.com (الإنجليزية)
- زاتشاري بوشير على موقع عالم كرة القدم.نت (الإنجليزية)
- زاتشاري بوشير على موقع AS.com (الإسبانية)